# Little Waltham
Little Waltham is een civil parish in het Engelse graafschap Essex met 1316 inwoners.